# Блајмс Брикстон
Блајмс Брикстон (енгл. Blimes Brixton; Сан Франциско, 1999), америчка је хип-хоп уметница. Прави музику самостално и у сарадњи са Гифтед Габ (Gifted Gab) у оквиру групе Blimesandgab. 
Њени преци су били истакнути музичари. Њен деда Сем Макдоналд (Sam McDonald) био је истакнути џез музичар, док је њен отац Р&Б бас гитариста. На почетку каријере учествовала је успешно у реп окршајима (rap battles).
Аутор је, у сарадњи са Гифтид Габ великих хип-хоп планетарних хитова попут Comme correct и Baptism, а у сарадњи са Метод меном (Wu Tang Clan) направила је песму Hot Damn.

## Дискографија

### Соло
- Castles 2019. албум [3]
- Hot Damn feat. Method man 2018. сингл
- Toll Booth 2017. сингл
- Ask forgiveness 2017. сингл
- Old habits 2016. сингл
- Xylophone 2017. сингл
- Petaluma 2015. сингл
- Look at me now 2017. сингл
- Woke up in Paris 2019. сингл
- Swym 2021. сингл[4]

### У групи Blimes and Gab
- Talk about it 2020. албум [5]
- Come correct 2018. сингл